# 杨国栋 (阉党)
杨国栋，天启、崇祯年间的明朝将领，魏忠贤义子，以参劾名将毛文龙十大罪而闻名，顺治元年在通州降清。

## 生平
初隶山东都司，参加平定白莲教首徐鸿儒叛乱有功，累迁参将等职，后拜魏忠贤为父，升山海关南海口总兵，复调为登莱总兵，于任上大肆敛财，并参名将毛文龙十大罪，崇祯二年（1629年）调任通州总兵，顺治元年降清，后无考。

## 事迹

### 参加平乱
天启二年（1622年），山东生员徐鸿儒率白莲教徒反叛，明山东巡抚赵彦、总兵杨肇基等调兵遣将平乱，杨国栋也参加了平乱，因战功升参将，但随后在围攻邹县的战役中因为争功导致大败，被责令戴罪立功，后又打败叛军而复职。天启五年（1625年）十二月，杨国栋升任山海关南海口总兵，天启六年（1626年）三月，调任登莱总兵。

### 阉党爪牙
杨国栋曾巴结魏忠贤，被收作干儿，每年都要向魏忠贤进献大量的名马、珠宝、珍玩，阉党核心人物刘若愚撰写的《酌中志》特别提到杨国栋进献给魏忠贤的礼物昂贵精美。其升官也被认为是受到魏忠贤的提拔。

### 参毛文龙
杨国栋在登莱总兵任上，为了给魏忠贤进贡礼物，修建生祠，对从毛文龙所辖的东江镇迁居内地的辽东难民大肆压榨，富人勒索百金，穷人也要十八两，而且“前后扎诈”，必欲将民脂民膏敲尽。辽民在山东无法存活，又逃往战地东江。因为难民安置、军饷转运等问题，登莱、东江两军镇矛盾急剧恶化。杨国栋于是罗织了毛文龙的“十大罪”予以参劾，并又参劾毛文龙率兵攻打登莱等罪状，即所谓的“提兵进登”，作为毛文龙的主要罪行之一，被许多文官的奏折引用。后来督师袁崇焕杀毛文龙的“十二大罪”，即是以杨国栋所参“十大罪”为基础增补而成的。
杨国栋所参毛文龙十大罪状是：
- 大罪一：领兵海外八年，不能复寸土，导致铁山失陷。
- 大罪二：后金屡次进犯宁远，锦州，毫无知觉。
- 大罪三：躲在朝鲜日以采人参，挖黄金为事，侵害属国。
- 大罪四：铁山失陷导致朝鲜半入敌国，伤残属国。
- 大罪五：用难民冒充兵数，掩败为功。
- 大罪六：东江孤悬海外，请军饷百万，竭民膏血。
- 大罪七：零星收降的俘虏冒充阵获，欺诳朝廷。
- 大罪八：与后金私通做交易。
- 大罪九：坑害客商百万，怨声载道，死亡相续。
- 大罪十：皮岛只有三万人，却开兵册十五万，欲冐皇赏[12]。

## 家庭
杨国栋母亲王氏，顺治元年曾上书过清廷。有一个大舅子，叫曹承恩，是乾清宫的太监，他也利用这层关系巴结上了魏忠贤。

## 引用
1. ↑  《崇祯长编》卷28崇祯二年十一月：“通州暂设总兵官起杨国栋充之。”
2. ↑  《大明熹宗实录》卷22天启二年五月：“山东白莲妖贼徐鸿儒反，攻陷郓城县……旬日之间远近响应，山东巡抚赵彦遣都司杨国栋等将兵讨之。”
3. ↑  《大明熹宗实录》卷22天启二年五月：“升大同副总兵李承爵为神机六营右副将，山东都司杨国栋为神枢七营参将。”
4. ↑  《大明熹宗实录》卷23天启二年六月：“时领兵都司佥书杨国栋等四将合营攻邹县妖贼，国栋与廖栋争功不和，贼悉锐冲之，四营俱溃，游击张榜战死。巡抚赵彦报闻，乞责二将戴罪立功。”
5. ↑  《大明熹宗实录》卷26天启二年九月：“山东戴罪参将杨国栋等败妖贼于沙河，斩馘四千余级。巡抚赵彦以闻，乞复国栋等原职，上命有功员役候类叙。”
6. ↑  《东江疏揭塘报节抄》卷7崇祯元年五月初七日具奏：“国栋原系宣大参将，军民揭告回卫，赖曹引入魏忠贤门下，进鎏金、滚珠、骏马为干儿。”
7. ↑  《明史稿·列传一百七十九·宦官下》：“总兵梁柱朝、杨国栋等岁时赂名马、珍玩勿绝。”
8. ↑  《酌中志》卷14《客魏始末纪略》：“杨国栋者……凡所送之马鞍辔精美，每具何止百余金？不过剥军饷，占军匠，以办之为一己功名也。可叹！可恨！”
9. ↑  《东江疏揭塘报节抄》卷7崇祯元年五月初七日具奏：“忠贤传谕兵部骤推国栋为总兵。”
10. ↑  《东江疏揭塘报节抄》卷7崇祯元年五月初七日具奏：“自国栋任登，出令强辽人住登者，悉隶官操。富者买免，每名百金，贫者愿隶，需索顶缺，每名十八两。且逐季查补，或一家而三四编坐，或一人而前后扎诈，甚至衣食无措者。”
11. ↑  《东江疏揭塘报节抄》卷7崇祯元年五月初七日具奏：“吾侪逃生于彼，而受害如此，不能聊生，复投生海外。”
12. ↑  《崇祯长编》卷12崇祯元年八月：“山东总兵杨国栋陈毛文龙十大罪：专阃海外八年，糜费钱粮无算，今日言恢复，明日言捣巢，试问所恢者何地？所捣者谁巢？凤凰城、汤站等处，若有一人守堠，不致铁山陷失之惨，罪一。设文龙于海外，原为牵制不敢西向也。数次过河，屡犯宁锦，全不知觉，牵制安在？罪二。东偏接境朝鲜，辅车相依，乃日以采参掘金，大肆扰害，鲜实不堪，致生携贰，罪三。铁山既失，鲜半入敌，伤残属国，失律殒师，罪四。难民来归，冐充兵数，或任填沟壑，或仍罹锋镝，掩败为功，罪五。皮岛孤悬海中，非用武之地，去岁与内臣合谋，请饷百万，竭民膏血，以填苦海，罪六。零星收降，捏报献俘，假造谩书，欺诳朝廷，罪七。私通粟帛，易敌参貂，藉是苞苴，为安身之窟，罪八。通商接济，事出权宜，坑商货至百余万，怨声载道，死亡相継，罪九。岛中辽民总凑应点不满三万，欲冒皇赏，册开十五万，从前侵克钱粮不计其数，罪十。至如奉旨移镇，竟若罔闻；奉旨回话，绝无应答。煌煌天语，视如弁髦。此等滔天之罪，尚可容于尧舜之世哉？”
13. ↑  《东江疏揭塘报节抄》卷7崇祯元年五月初七日具奏：“臣始知彼向者所称妻兄曹承恩，乃乾清宫牌子。”
14. ↑  《酌中志》卷14《客魏始末纪略》：“杨国栋者，逆贤名下牌子曹承恩之姊夫也。”